# Carlo Bonomi
Carlo Bonomi, född 12 mars 1937 i Milano, död 6 augusti 2022 i Milano, var en italiensk röstskådespelare som gjort röster till bland annat de animerade serierna Pingu och Linus på linjen.